# Вацлав Мацејејовски
Вацлав Александер Мацејејовски (пољ. Wacław Aleksander Maciejowski; 10. септембар 1792 — 10. фебруар 1883) је био пољски историчар.

## Биографија
Рођен је 10. септембра 1792. у Тјерлицку код Ћешина. Студирао је на Универзитету у Варшави, Хумболтов универзитету у Берлину и Универзитету у Гетингену, као професор права је радио на Универзитету у Варшави 1819. године. Написао је Историју словенског законодавства (1832—38, 4 књига, 2. издање, 1856—65, 6 књига), Историју пољске књижевности од 16. века (1851—62, 3 књига) и Историју сељака Пољске (1874), која је била прва монографија написана о пољском сељаштву. Теме његових дела су историјски романтизам Јоахима Лелевела и пансловенски поглед. Преминуо је 10. фебруар 1883. у Варшави.